# Banda Marcial da Escola Santa Catarina
A Banda Marcial da Escola Santa Catarina, ou simplesmente Banda do Santa, é uma conhecida banda marcial da região serrana do Rio Grande do Sul.
Localizada na cidade de Caxias do Sul- RS, esta banda se destaca por ser a primeira banda marcial do Brasil a tocar o gênero pop rock tendo em seu repertório músicas de bandas conhecidas como Paralamas do Sucesso, Europe, The Beatles, Mamonas Assassinas, Rolling Stones e temas de filmes como Missão Impossível e O Fantasma da Ópera.
A banda destaca-se também por suas brilhantes apresentações, que não se resumem à apenas tocar nos desfiles de 7 de Setembro. Consagrada por suas apresentações a Banda já tocou em importantes eventos como Jogos de Futebol, desfiles da Festa da Uva, romarias religiosas, formatura da guarda municipal, festivais de bandas, eventos municipais e eventos escolares.

## Missão
Desenvolver as habilidades dos alunos para a música e resgatar o civismo e o amor a pátria.

## História
A Banda Marcial da Escola Estadual Santa Catarina foi fundada em outubro de 1996, dentro do Projeto Qualidade Total. Os objetivos presentes na época eram desenvolver as habilidades de nossos alunos na música e resgatar o civismo e o amor à Pátria.
Com o passar do tempo, as crianças e adolescentes da banda foram se afeiçoando à música e se aperfeiçoando nos mais diversos instrumentos, transformando a mesma numa das poucas bandas “Pop Rock” do estado do Rio Grande do Sul.
No ano de 1999 a banda passou por uma reformulação com a entrada do maestro Luiz Severo Bocchese e a entrada de novos integrantes que formaram o grupo musical da banda.
Nos anos que se passaram foram anexadas ao repertório da Banda as músicas do gênero pop rock e a popularidade da banda cresceu sendo convidada para diversos eventos, entre eles  participações no festival de bandas de São Jerônimo e desfiles nas cidades da região serrana (Carlos Barbosa, Pinto Bandeira, Fagundes Varela entre outras).
Em 2004 a Banda se destaca ao desfilar em todos os desfiles da Festa da Uva, encerrar o desfile de 7 de setembro executando o Hino Nacional Brasileiro, juntamente com suas músicas marcantes e ao participar da formatura da Guarda Municipal da cidade.
No ano de 2005 fez diversas apresentações em eventos da prefeitura e em uma parceria com a empresa alimentícia Nestlé apresentou-se em jogos da 1º Divisão do Campeonato Brasileiro de Futebol, tocando também na escolha da Rainha da Festa da Uva.
Em 2006 fez aniversário de dez anos e para comemorar, deu uma festa com a presença de boa parte dos antigos integrantes, prestou homenagem a coordenadora da banda e as duas integrante mais antigas em atividade. Está festa ainda contou com a apresentação da atual formação da banda.
Neste ano tocou também na Oktoberfest de Igrejinha tocando músicas da banda e músicas tradicionais da Alemanha, nos desfiles cívicos de 7 de setembro nas cidades de Caxias do Sul e Carlos Barbosa e 20 de setembro em Caxias do Sul, Celebrações em homenagem a Santa Catarina e festividades de fim de ano.
Com a formação mista, a Banda Marcial Santa Catarina conta hoje com dois grupos. O grupo musical contempla instrumentos de sopros e as liras, e o grupo de percussão onde além dos taróis, caixas e surdos, inovou introduzindo os bombos legüeros utilizado na instrução das tropas na Revolução Farroupilha.
Em 2007, a banda tocou em diversos eventos festivos, entre eles a Escolha da Rainha da Festa da Uva de Caxias do Sul e a Semana da Doação de Órgãos de Caxias do Sul.
No início do ano de 2008, a Banda participou do projeto "Banda Festuva", que reuniu quatro bandas marciais (Banda Marcial da Escola Santa Catarina, Banda Escocesa São Carlos, Banda Marcial Cristóvão de Mendonça e Banda Municipal) tocando juntas nos seis desfiles da Festa da Uva.
Neste mesmo ano a Banda Marcial da Escola Santa Catarina participou das festividades dos 40 anos da escola, que envolveu inclusive uma solenidade na Câmara de Vereadores da cidade de Caxias do Sul realizada no dia 10 de junho de 2008 as 19h30min e também  levou suas músicas, para hospitais e escolas publicas da região, facilitando assim uma maior integração junto uma parcela da comunidade que não tem muitas condições de assistir a banda em outros eventos.
Em 2009 a banda fez diversas apresentações, entre elas um jogo valido pela liga nacional de handebol, a participação no desfile cívico da cidade de Fagundes Varela e a abertura do campeonato municipal infantil de futebol.
No mesmo ano a Banda do Santa também representou a Banda da Marinha Rio-grandense no Desfile Farroupilha da cidade de Caxias do Sul, apresentou-se no "Nono Encontro de Bandas Marciais na cidade de Garibaldi, desfilou na tradicional Romaria de Santa Catarina  e também participou da festa de despedida do Ex-Diretor da Escola o Sr. Sidinei Libardi.
No ano de 2010, a Banda foi parte integrante da Banda Uvofônica, quadro do corso alegórico da 28ª Festa Nacional da Uva, novamente em uma junção com outras bandas marciais da cidade  e também com diversos músicos, com a participação do maestro da Orquestra Municipal de Sopros de Caxias do Sul, Gilberto Salvagni. Na ocasião a banda interpretou diversas musicas tradicionais Italianas.
No mês de setembro a banda apresentou-se nas cidades de Caxias do Sul e Nova Pádua

## Integrantes

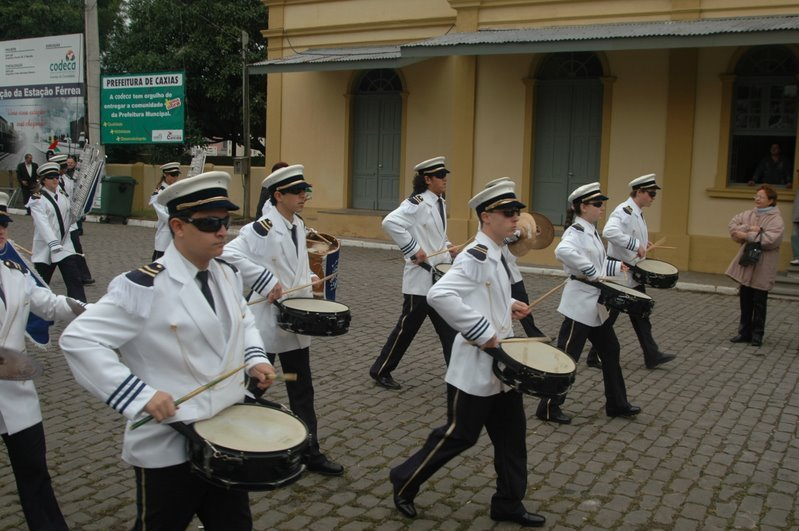

- Estudantes a partir da 7º série do ensino fundamental.
- Ex-alunos da Escola.
- Alunos de outras escolas.
- Maestro Luiz Severo Bocchese que também faz parte do quadro fixo da Orquestra Sinfonica da Universidade de Caxias do Sul,[26] direção da escola e coordenação da banda.

## Discografia
- Banda do Santa - Gravação Independente

| Título              | Notas                                                           |
| ------------------- | --------------------------------------------------------------- |
| Dobrado #1          | Anchors Aweight, Canção de Marcha da Marinha dos Estados Unidos |
| Cadência Zero       |                                                                 |
| Dobrado #2          | Hino do Corpo de Fuzileiros Navais dos Estados Unidos           |
| Cadência Funk       |                                                                 |
| Missão Impossível   | Tema de Filme                                                   |
| 2001                | Tema de Filme                                                   |
| O Fantasma da Ópera | Tema de Filme                                                   |
| We Will Rock You    | Queen                                                           |
| Twist and Shout     | The Beatles                                                     |

## Curiosidades

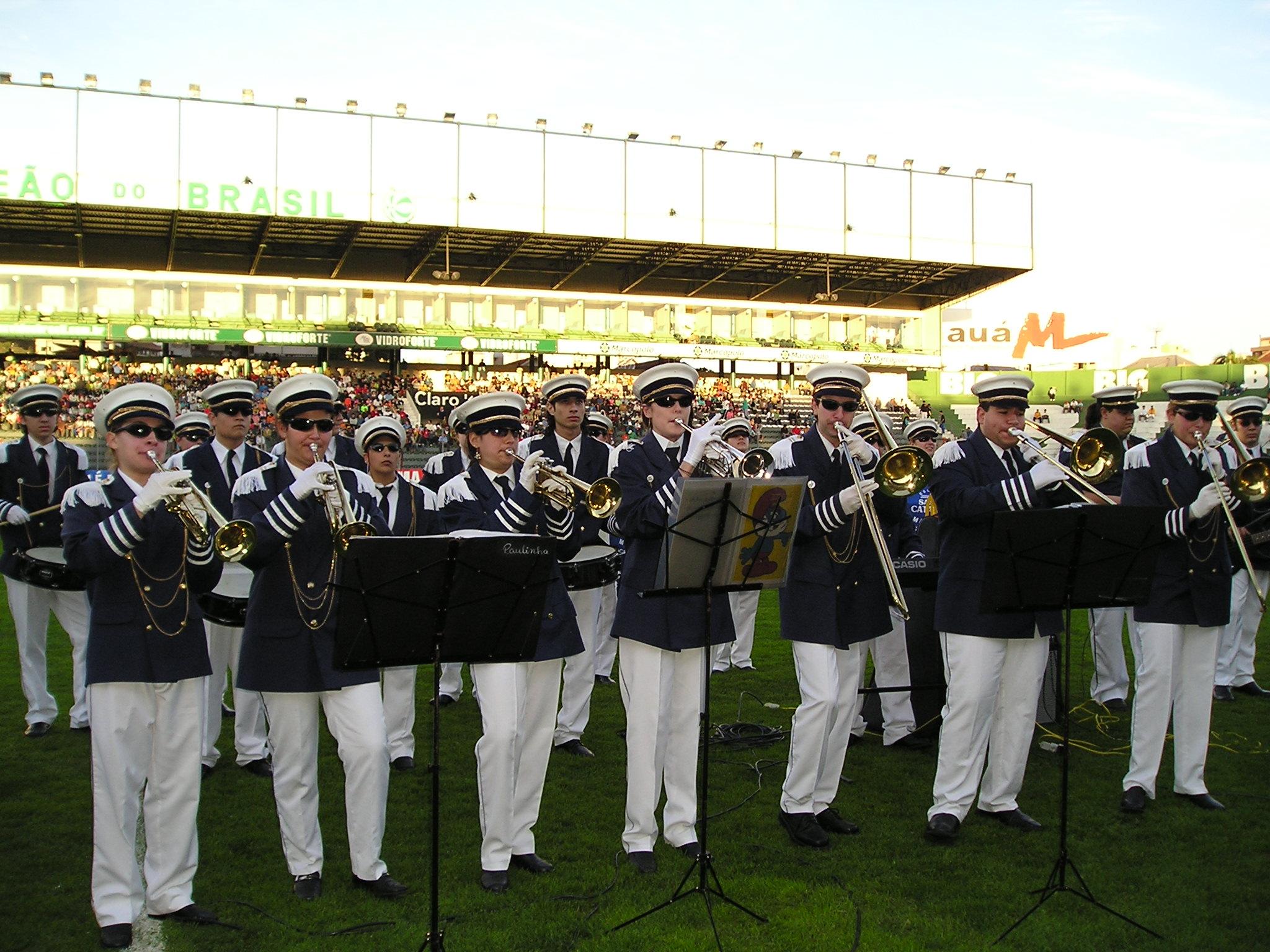
Banda Marcial da Escola Santa Catarina tocando no estádio Alfredo Jaconi em Caxias do Sul- RS

- Tocou em alguns jogos de grandes clubes do futebol brasileiro.
- Utiliza legüeros no lugar de surdos, caixas e pratos de bateria.
- Existem músicas com trechos cantados pela percussão.
- Quando foi feito o uniforme azul, o uniforme branco com calça azul era o uniforme do mor.
- A escola teve uma banda mirim, que seus músicos eram preparados para ingressar na Banda Marcial.
- A banda não pode apresentar no 7 de setembro de 1998, a estreia do uniforme azul, pois choveu e o desfile foi cancelado.
- Quando a banda foi fundada em 1996, os alunos desfilaram no 7 de setembro vestindo o abrigo da escola. A banda era só de percussão e tinha 16 alunos.
- No ano seguinte a banda usou seu primeiro uniforme, que era um fraque branco, camiseta azul "pastel", lenço quadriculado, boina gaúcha, calça azul "pastel", sapato preto, as meninas usavam saia e botinha preta. Este uniforme foi usado um ano, em 1998 foi criado o uniforme azul. O uniforme em tons pastel passou a ser usado pela extinta banda mirim.
- O primeiro chapéu usado com o uniforme azul era todo de pano, em 1999 foram comprados os atuais, o fabricante é o mesmo da Marinha e da Aeronáutica.
- Curiosamente dois dos jogos em que a banda se apresentou no Campeonato Brasileiro de Futebol de 2005 foram anulados em conseqüência do caso da compra de jogos envolvendo o árbitro Edílson Pereira de Carvalho. Os jogos foram (Juventude x Fluminense no estádio Alfredo Jaconi - Caxias do Sul - RS) e (Internacional x Coritiba no estádio Beira Rio - Porto Alegre - RS)
- A banda utiliza o método de canto chamado boca chiusa na música Seven Nation Army, música esta, que foi eleita como a favorita das torcidas européias, durante a Eurocopa 2008.
- Em decorrência das fortes chuvas que atingiram o sul do Brasil[27] no início do mês de Setembro, o desfile cívico-militar de 7 de setembro do ano de 2009 não foi realizado.[28]

## Atualidade

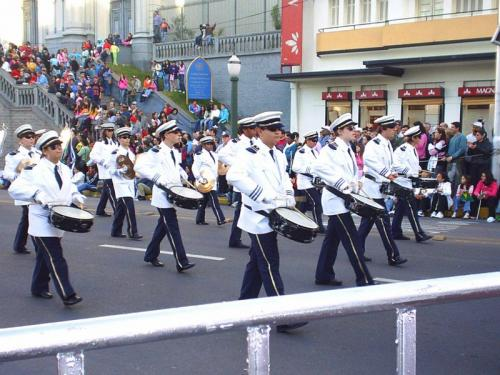
Praça Dante Alighieri (2006), no centro do município, vendo-se a Catedral ao fundo, durante o desfile de 7 de setembro de 2006.

Hoje a banda conta com 49 instrumentos divididos em:
Percussão:
- 04 Bumbos
- 08 Caixas
- 04 Pratos
- 10 Bombo legüero
- 01 Meia-Lua

Musical:
- 07 Liras
- 07 Trompetes
- 03 Trombones
- 02 Tubas
- 01 Trompa
- 01 Saxofone alto
- 01 Saxofone soprano

## Repertório
Além de suas cadências e dobrados a banda toca músicas de bandas e temas de filmes, tais como:
| Autor                   | Título                                                             |
| ----------------------- | ------------------------------------------------------------------ |
| The White Stripes       | Seven Nation Army                                                  |
| The Beatles             | Twist and Shout                                                    |
| Queen                   | We Will Rock You                                                   |
| Europe                  | The Final Countdown                                                |
| Ricky Martin            | Livin' La Vida Loca                                                |
| Black Eyed Peas         | I Gotta Feeling                                                    |
| Mamonas Assassinas      | Pelados em Santos                                                  |
| Os Paralamas do Sucesso | Meu Erro                                                           |
| Laura Pausini           | Esperanza                                                          |
| Andrew Lloyd Webber     | O Fantasma da Ópera                                                |
| Lalo Schifrin           | Missão Impossível                                                  |
| Dimitri Tiomkin         | The Guns of Navarone                                               |
| Paul Anka               | The Longest Day                                                    |
| Richard Strauss         | Also sprach Zarathustra tema do filme 2001: Uma Odisséia no Espaço |
| Temas Especiais         | Músicas Natalinas, religiosas e festivas                           |

## Galeria

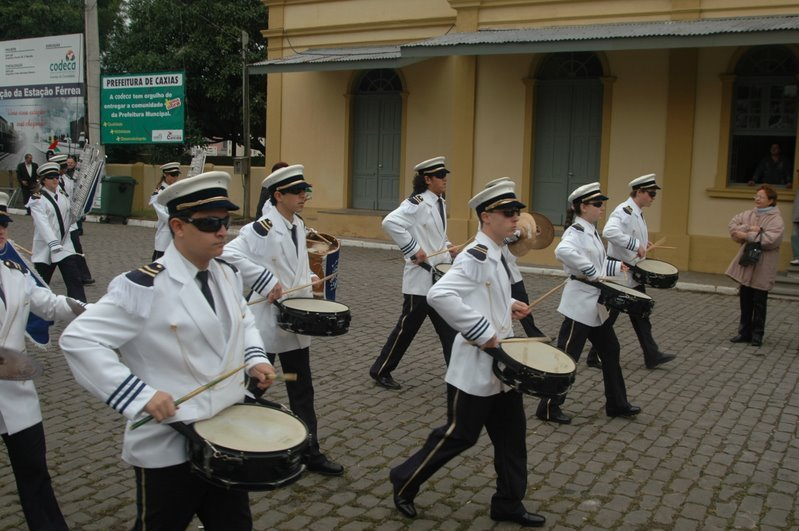
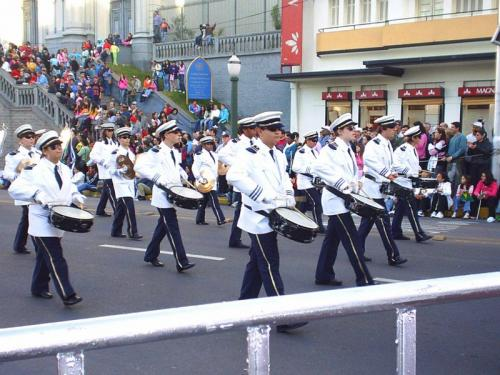
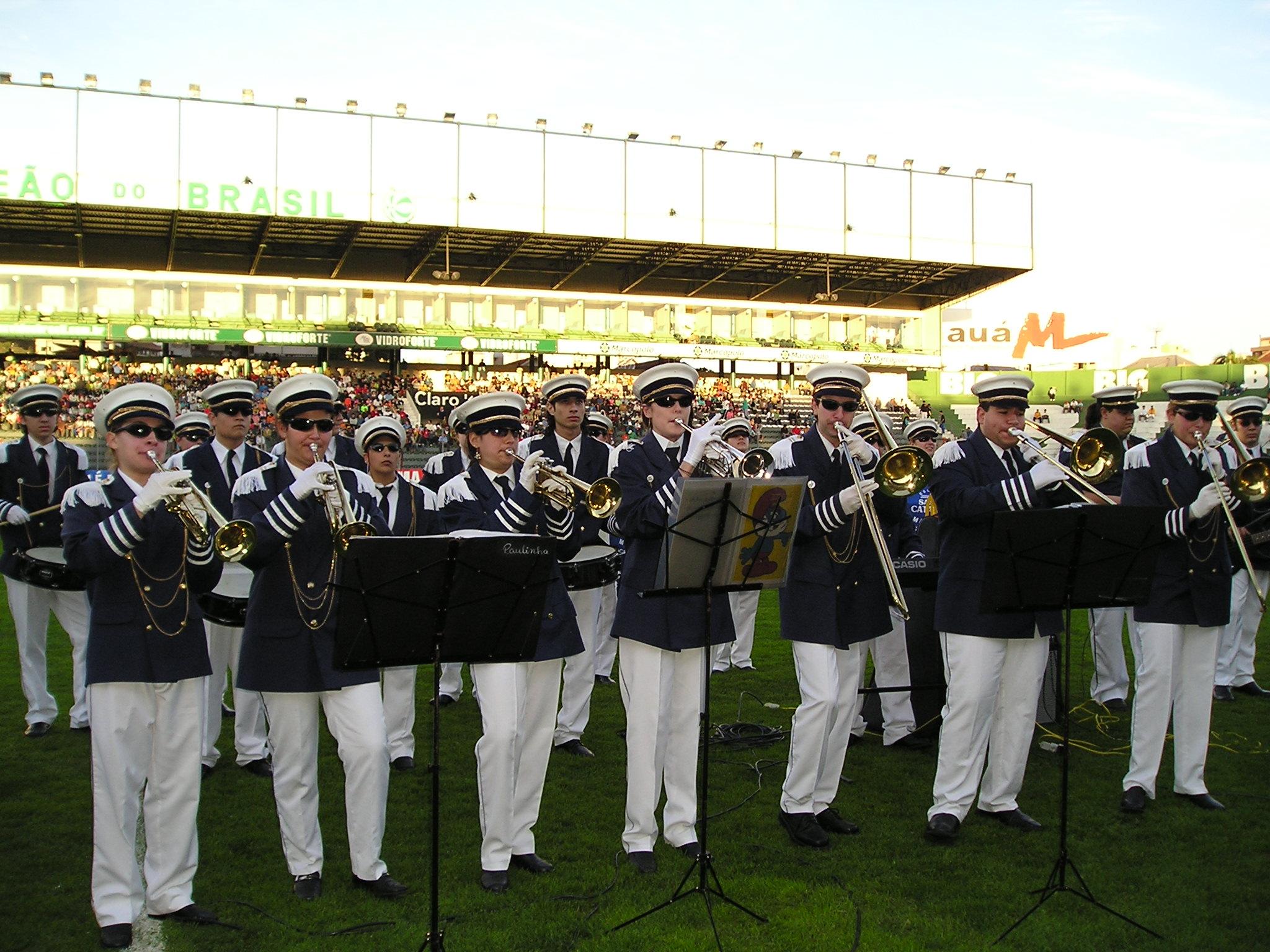